# Scopula fumosaria
Scopula fumosaria là một loài bướm đêm trong họ Geometridae.